# Ковраг (Вранча)
Ковраг (рум. Covrag) насеље је у Румунији у округу Вранча у општини Танасоаја. Oпштина се налази на надморској висини од 119 m.

## Становништво
Према подацима из 2002. године у насељу је живело 188 становника, од којих су сви румунске националности.